# Allograpta hollowayae
Allograpta hollowayae är en tvåvingeart som beskrevs av Thompson 2010. Allograpta hollowayae ingår i släktet Allograpta och familjen blomflugor. Inga underarter finns listade i Catalogue of Life.